# Andrzej Stanisław Załuski

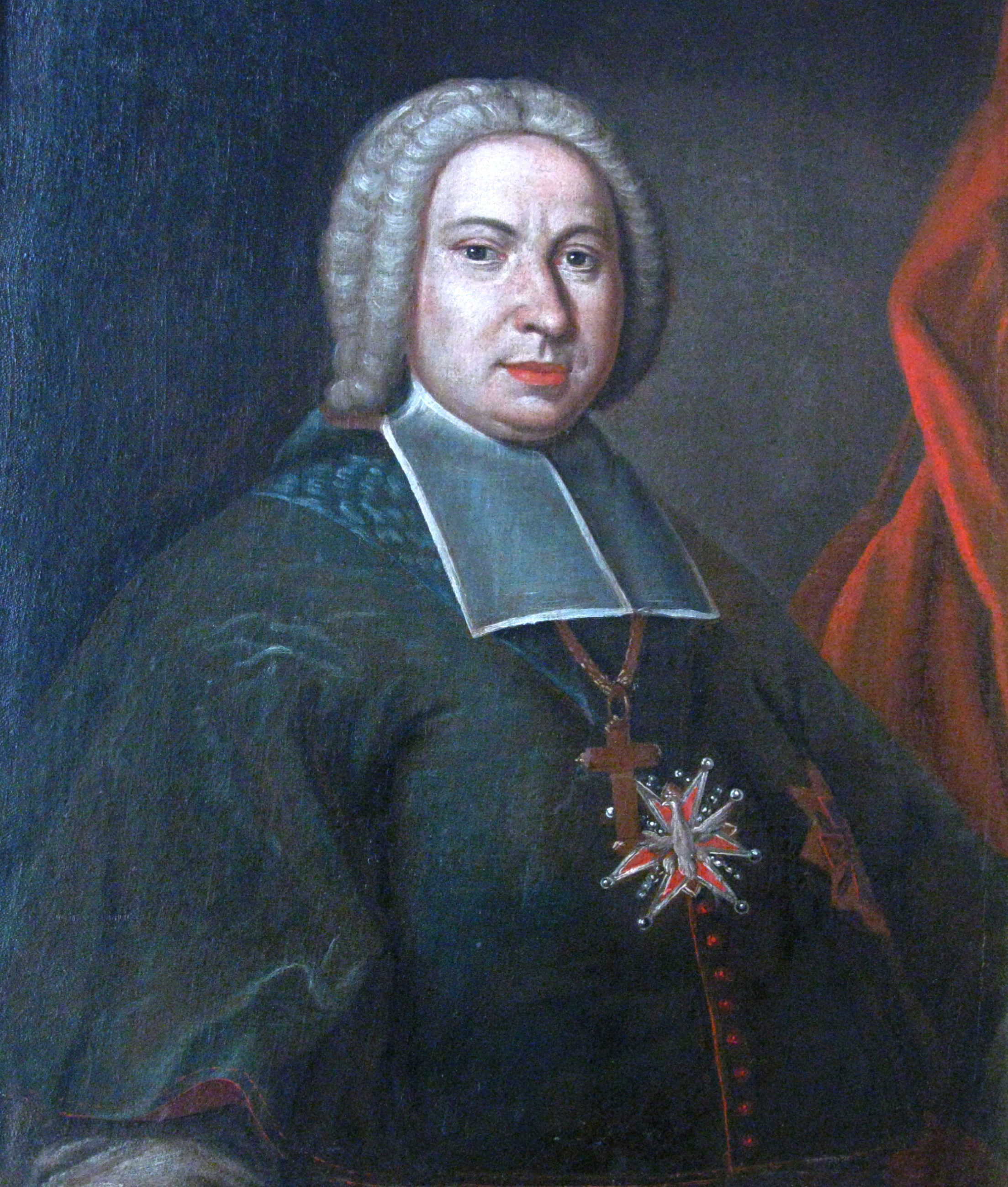
Andrzej Stanisław Załuski

Andrzej Stanisław Załuski (* 2. Dezember 1695 in Jedlińsk; † 16. Dezember 1758) war ein römisch-katholischer Bischof, Adliger und Bibliophiler Polen-Litauens.

## Leben
Załuski studierte in Danzig und Rom. Seine kirchliche Laufbahn begann als Abt. Am 22. Oktober 1723 wurde er zum Bischof von Plock bestellt. Die Bischofsweihe spendete ihm am 13. Februar 1724 Felicjan Szaniawski, der Bischof von Krakau; Mitkonsekratoren waren Jan Feliks Szaniawski, Weihbischof in Kulm, und Franciszek Józef Kraszkowski, Weihbischof in Gnesen. Am 19. November 1736 wurde er zum Bischof von Luzk und am 8. März 1739 zum Bischof von Kulm bestellt. Diese Bestellung bestätigte Papst Clemens XII. am 20. Juli 1739. Am 5. Januar 1740 wurde er in der Kathedrale von Culmsee in seinem Bistum installiert. Am 12. März 1746 wurde er Bischof von Krakau und am 2. Mai 1746 fand die feierliche Installation in der Wawel-Kathedrale in Krakau statt. Załuski gehörte zu den Unterstützern der Jesuiten in Polen-Litauen.
Als Angehöriger des Szlachta erlangte er 1735 das Amt des Großkanzlers der polnischen Krone, welches er bis 1746 innehatte. Als Politiker engagierte er sich für eine Reform des immer mangelhafteren polnisch-litauischen Staatssystems im 18. Jahrhundert.
Er gehört, gemeinsam mit seinem Bruder Józef Andrzej Załuski (Bischof von Kiew), zu den Gründern der Załuski-Bibliothek in Warschau, eine der weltweit größten Bibliotheken des 18. Jahrhunderts.